# Техаська мапова черепаха
Техаська мапова черепаха (Graptemys versa) — вид черепах з роду Горбата черепаха родини Прісноводні черепахи.

## Опис
Це найдрібніша черепаха свого роду. Спостерігається статевий диморфізм: самиці мають довжину карапаксу 12,5—20 см, самці їх менше вдвічі 5,5—10 см. У не статевозрілих особин чітко виражено кіль, у дорослих кіль темно-жовтого кольору. У самців довгі пружні хвости, у старих самиць голови більше, ніж у молодих.
Карапакс забарвлено у оливковий колір з помаранчево-жовтими лініями на кожному щитку. Пластрон кремовий, з темними мітками і лініями. Морда витягнута. Жовті та помаранчеві візерунки прикрашають голову, шию, кінцівки і хвіст. Примітною особливістю виду є помаранчева відмітна позаду очей, по якій цю черепаху можна відразу виділити серед споріднених особин.

## Спосіб життя
Полюбляє річки та струмки. Ці черепахи воліють мілководдя з густими заростями водяних рослин на піщаних або глинястих берегах. Їх часто можна зустріти у воді або гріються в затишному місці на сонці. Техаська мапова черепаха чудово плаває та полюбляє приймати сонячні ванни. Дуже полохлива і при найменшому натяку на небезпеку тікає у воду. .
Харчується молюсками, равликами і водною рослинністю. Самиці внаслідок більшого розміру голови більше тяжіють до їжі тваринного походження, тоді як самці всеїдні.
Парування відбувається ранньою весною і пізньою осінню. Самці вступають в боротьбу через самиць, б'ючи один одного головами. Самиці виходять на берег відкласти яйця. Вони роблять ямки від 5 см в глибину і більше у піщаному ґрунті. У кладці 6 яєць. Інкубаційний період триває 65—85 днів. Стать новонароджених залежить від температури, при якій відбувалася інкубація. При температурі нижче 28 °C вилуплюються самці, а при 30 °C і вище — самиці.

## Розповсюдження
Ендемічний вид штату Техас (США). Зустрічається на плато Едвардса у центральному Техасі.